# Paraxanthias
Paraxanthias är ett släkte av kräftdjur. Paraxanthias ingår i familjen Xanthidae.
Kladogram enligt Catalogue of Life:
| Paraxanthias | \| \| Paraxanthias notatus \| \| \| \| \| \| Paraxanthias taylori \| \| \| \| |
|              | \| \| Paraxanthias notatus \| \| \| \| \| \| Paraxanthias taylori \| \| \| \| |
|              | Paraxanthias notatus                                                          |
|              |                                                                               |
|              | Paraxanthias taylori                                                          |
|              |                                                                               |